# Louis Perrée
Louis Léonce Théophile Perrée (París, 25 de marzo de 1871-Ivry-la-Bataille, 1 de marzo de 1924) fue un deportista francés que compitió en esgrima, especialista en la modalidad de espada. Participó en los Juegos Olímpicos de París 1900, obteniendo una medalla de plata en la prueba individual.

## Palmarés internacional
| Juegos Olímpicos | Juegos Olímpicos | Juegos Olímpicos | Juegos Olímpicos  |
| Año              | Lugar            | Medalla          | Prueba            |
| ---------------- | ---------------- | ---------------- | ----------------- |
| 1900             | París (Francia)  | Medalla de plata | Espada individual |